# Квернадзе, Отар
Отар Квернадзе (груз. ოთარ კვერნაძე; 10 сентября 1993, Кутаиси, Грузия) — грузинский футболист, нападающий.

## Клубная карьера
Родился 10 сентября 1993 года в Кутаиси. В 2012 году дебютировал в профессиональном футболе за клуб «Зестафони». Зимой 2014 года перешёл в кутаисское «Торпедо». За 3,5 года выступлений за команду из родного города во всех турнирах принял участие в 74 матчах, в которых забил 25 мячей, становился обладателем Кубка Грузии. В декабре 2016 года покинул «Торпедо». В 2017 году выступал за «Динамо» (Тбилиси) и «Чихуру».
В феврале 2018 года прибыл на просмотр в украинский клуб «Десна» (Чернигов) вместе с другим грузинским игроком, Гиорги Гадрани. Во время подготовки к возобновлению сезона в Турции отличился голом в ворота белорусского «Слуцка» и дублем в матче с финским «Мариехамном».

## Карьера в сборной
В мае 2012 года прибыл в расположение юношеской сборной Грузии (до 19 лет) для подготовки к участию в элитном раунде чемпионата Европы в Эстонии. На турнире принял участие в матче с Хорватией, которой грузинская сборная проиграла со счётом 1:3.

## Достижения
«Торпедо» (Кутаиси)
- Обладатель Кубка Грузии (1): 2016.